# Aleksandr Borisov
Aleksandr Alekseyevich Borisov (în rusă: Александр Алексеевич Борисов; n. 2/14 noiembrie 1866, Gluboky Ruchey⁠(d), Q118139697⁠(d), RSFS Rusă, URSS – d. 17 august 1934, Krasnoborsk⁠(d), RSFS Rusă, URSS) a fost un pictor rus ce a excelat prin peisajele sale arctice.
Borisov s-a născut în satul Gluboky Ruchey din nordul Rusiei. El a fost unul dintre cei patru copii din familia țărănească a lui Aleksey Yegorovich Borisov și Matryona Nazarovna Borisova. Și-a petrecut adolescența în Mănăstirea Solovetsky din Marea Albă, unde a studiat pictura cu icoane. În 1886, a obținut o bursă pentru a-și continua studiile la școala de artă din Saint Petersburg. În 1888 s-a înscris ca student la Academia Imperială de Arte. Borisov a studiat acolo sub pictorii de peisaje Ivan Shishkin și Arkhip Kuindzhi și a absolvit în 1892. În Academie, a decis să-și dedice cariera pictării peisajelor arctice. Pentru Arctica Rusă, Borisov a fost pionierul genului.
În 1894, l-a însoțit pe ministrul finanțelor, Sergei Witte, în Peninsula Kola. În 1896, Borisov a călătorit pe coastele Mării Albe și Mării Barents, apoi s-a alăturat unei expediții științifice pentru a vizita Novaya Zemlya. În 1887, a ținut o expoziție a lucrărilor sale pictate în timpul acestor călătorii. Expoziția a fost apreciată de critici de artă și colegi de artă, inclusiv Ilia Repin, iar mai multe lucrări ale lui Borisov au fost cumpărate de Serghei Tretyakov pentru colecția sa de artă care a devenit ulterior Galeria Tretyakov.
În 1900, Borisov și-a organizat a treia și ultima expediție arctică, în timpul căreia a petrecut o iarnă în Novaya Zemlya și a investigat coasta de est a insulelor. În special, a realizat o hartă topografică a Novaya Zemlya, a efectuat observații meteorologice și a colectat probe de minerale, plante și animale. În 1901 s-a întors în Rusia continentală. Picturile lui Borisov create în timpul expediției au fost expuse la Saint-Petersburg între 1900 și 1905. Artistul a călătorit și în Europa (Austria, Germania, Franța și Marea Britanie) cu expozițiile sale, iar în 1908 a călătorit în SUA.
În 1909, Borisov a cumpărat o casă în satul Gorodishchenskaya, aproape de Krasnoborsk. El și-a petrecut cea mai mare parte a timpului în casă până la moartea sa în 1934. În anii 1910, Borisov a produs o serie de peisaje din zone apropiate de nordul Dvinei. Aceste picturi au fost prezentate la expoziția sa personală de la Saint-Petersburg în 1914 și au fost în general lăudate de criticii de artă. În anii 1900 și 1910 a publicat mai multe cărți care includeau relatările sale despre călătoriile arctice și ideile sale despre construirea economiei nordului rus. Borisov a fost un susținător al construcției unei căi ferate care să lege porturile pe tot parcursul anului din Peninsula Kola cu malurile râului Ob și a autofinanțat o expediție de cercetare care a avut loc în 1915 și 1916. (Calea ferată a fost construită mult mai târziu și nu s-a bazat pe rezultatele expediției lui Borisov).
A incetat din viata in 1934 in casa sa din Gorodishchenskaya.
O peninsulă pe coasta de est a insulei Severny din Novaya Zemlya se numește Peninsula Borisov. Străzile din Arhanghelsk, Veliky Ustyug și Krasnoborsk și Muzeul Arctic din Arhanghelsk au fost numite după el.